# Церква Внебовзяття Богоматері та Іоанна Хрестителя
Церква Внебовзяття Пресвятої Діви Марії та Івана Хрестителя — готична та барокова готична церква на північний схід від Кутної Гори в Чехії, внесена до списку Світової спадщини ЮНЕСКО разом із костелом святої Варвари та іншими пам'ятниками в Кутній Горі. Це одна з найважливіших чеських готичних споруд, побудованих за часів останніх Пржемислідів.

## Історія
Костел споруджено спочатку в готичному стилі близько 1300 року як одна з перших високих готичних споруд у Королівстві Богемія і як перший храм у Королівстві. Вона нагадує французькі готичні собори. Побудований на місці старого костелу і входив до абатства цистерціанців Седлець, яке було найстарішим абатством цистерціанців в Чехії, заснованим в 1142 році.
У 1700 році настоятель абатства Седлець Індржих Снопек вирішив відбудувати старий храм. Реконструкцію провів архітектор Павел Ігнац Баєр. Через три роки Баєра замінив Ян Блажей Сантіні-Айхель, який вже працював на цистерціанців у Збраславі. Він завершив реконструкцію церкви у своєму оригінальному стилі під назвою барокова готика. Церкву освятили в 1708 р.
Костел відбудували на початку 18 століття, його східна частина з бічними каплицями зберегла свій первісний вигляд (ззовні).
Остання реставрація храму відбулась у 2001 році.

## Галерея

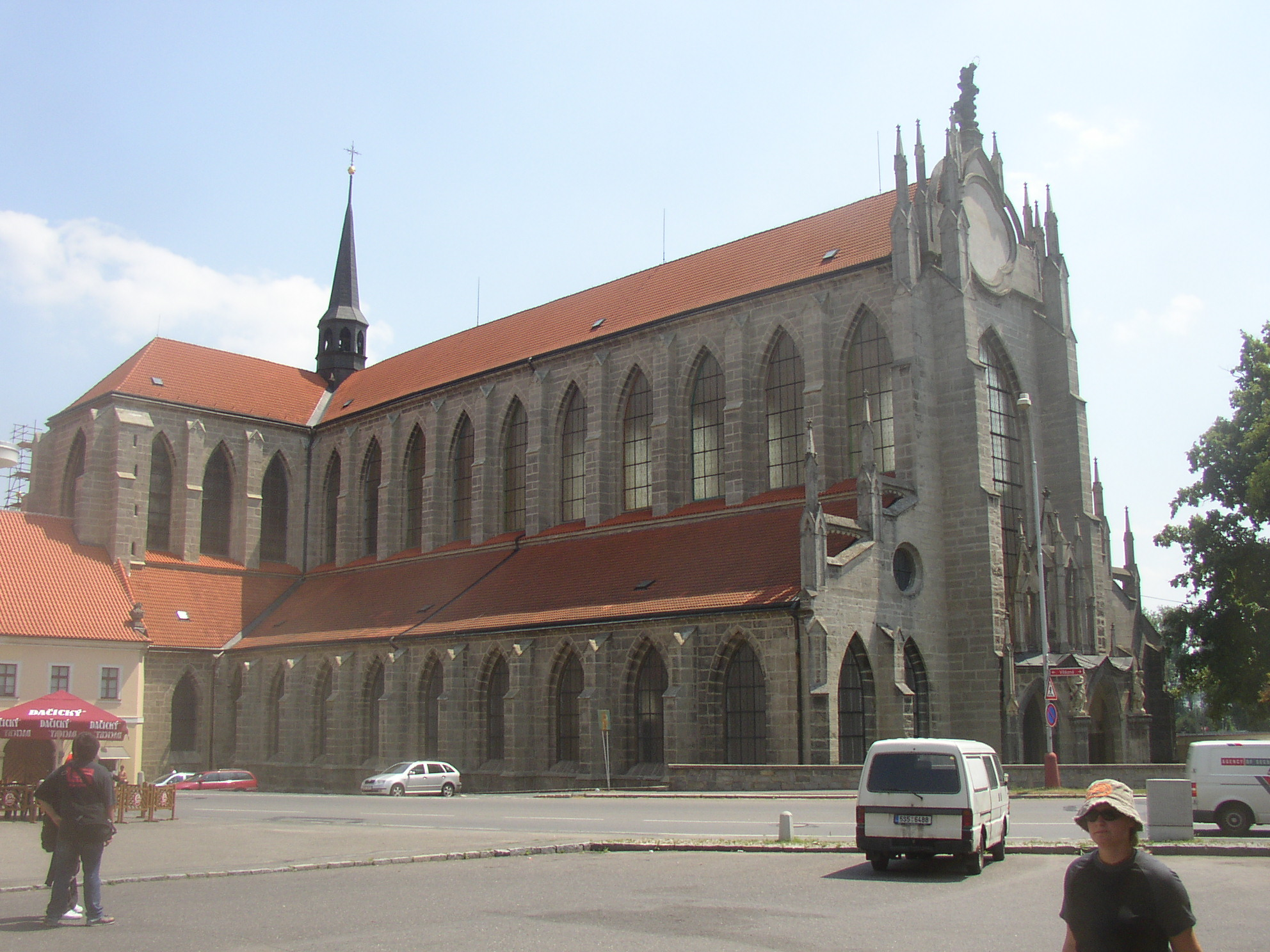
Катедра в Седльці
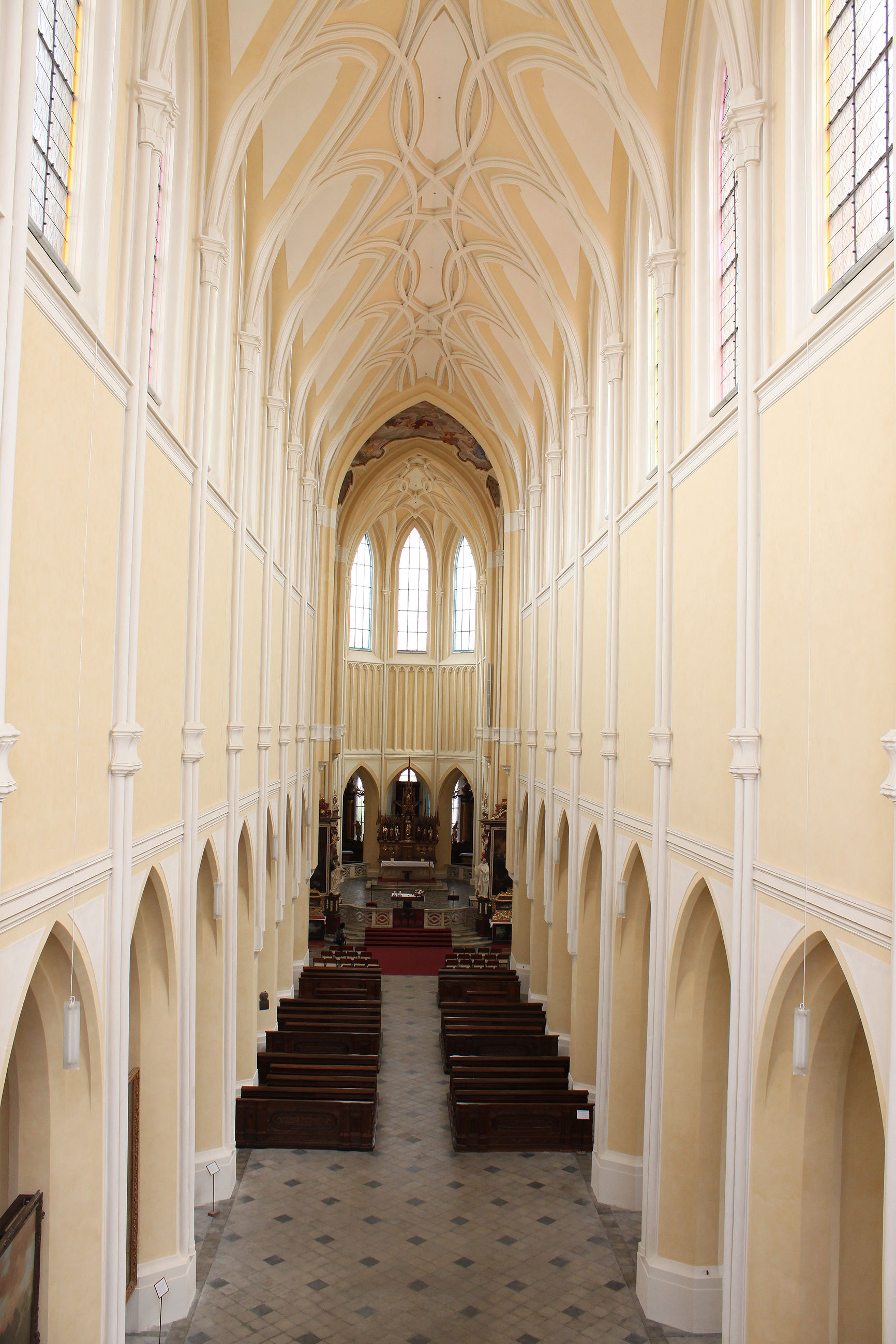
Інтер'єр костелу
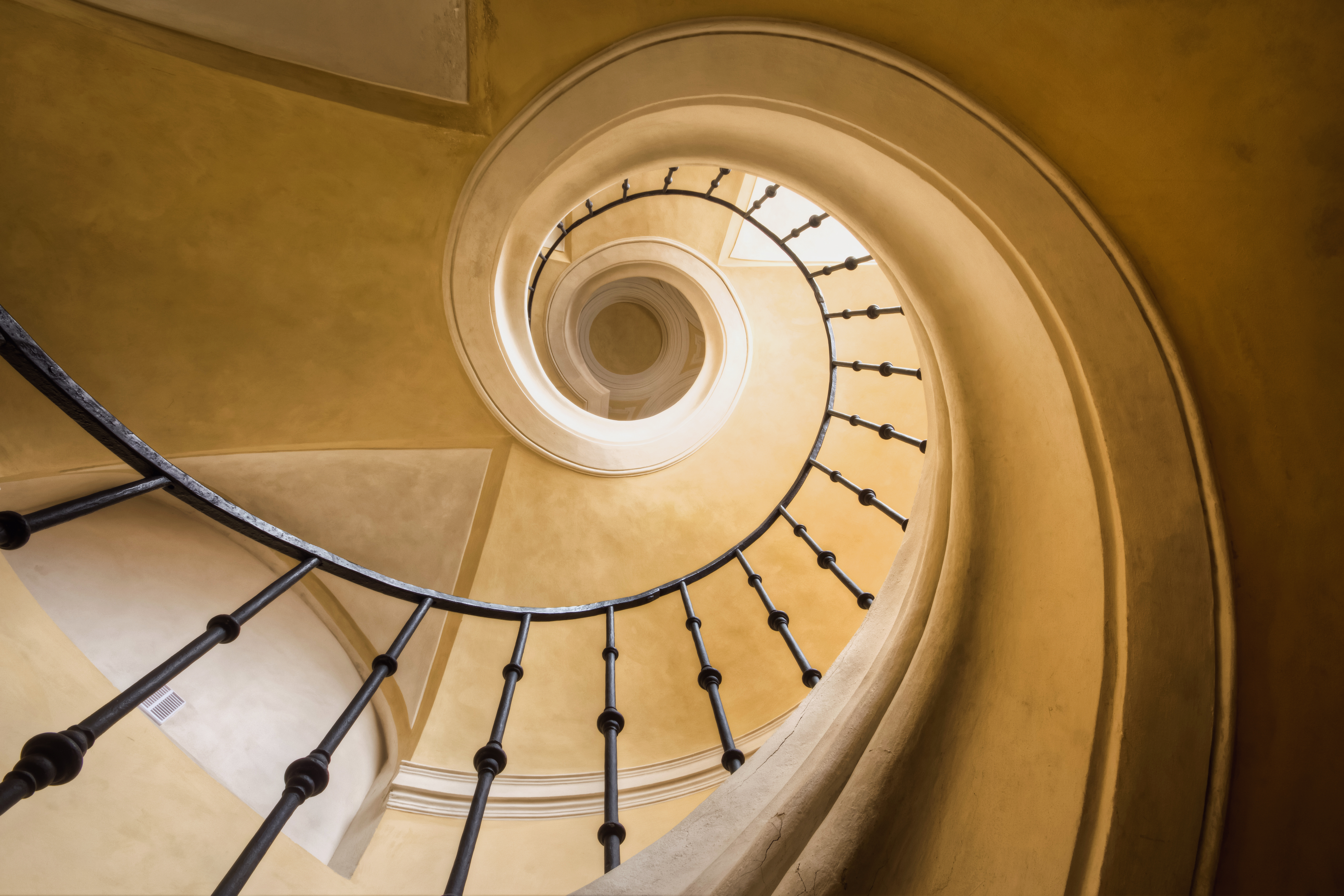
Сходи, спроєктовані Яном Блажеєм Сантіні-Айхелем
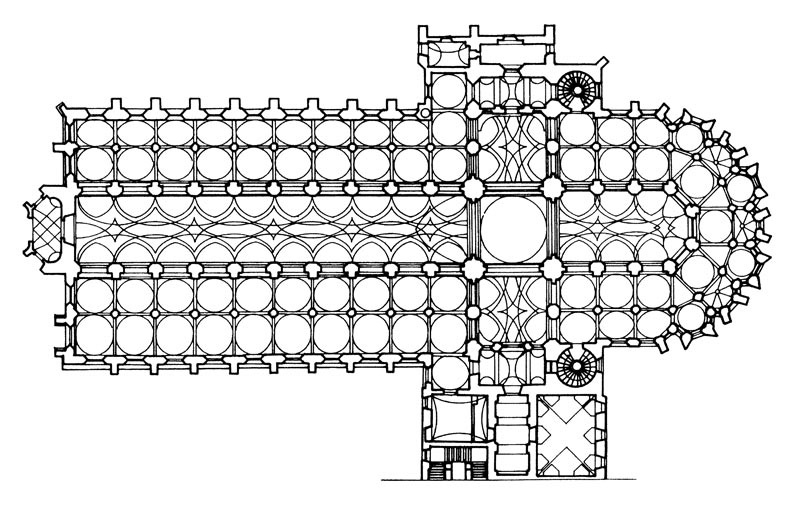
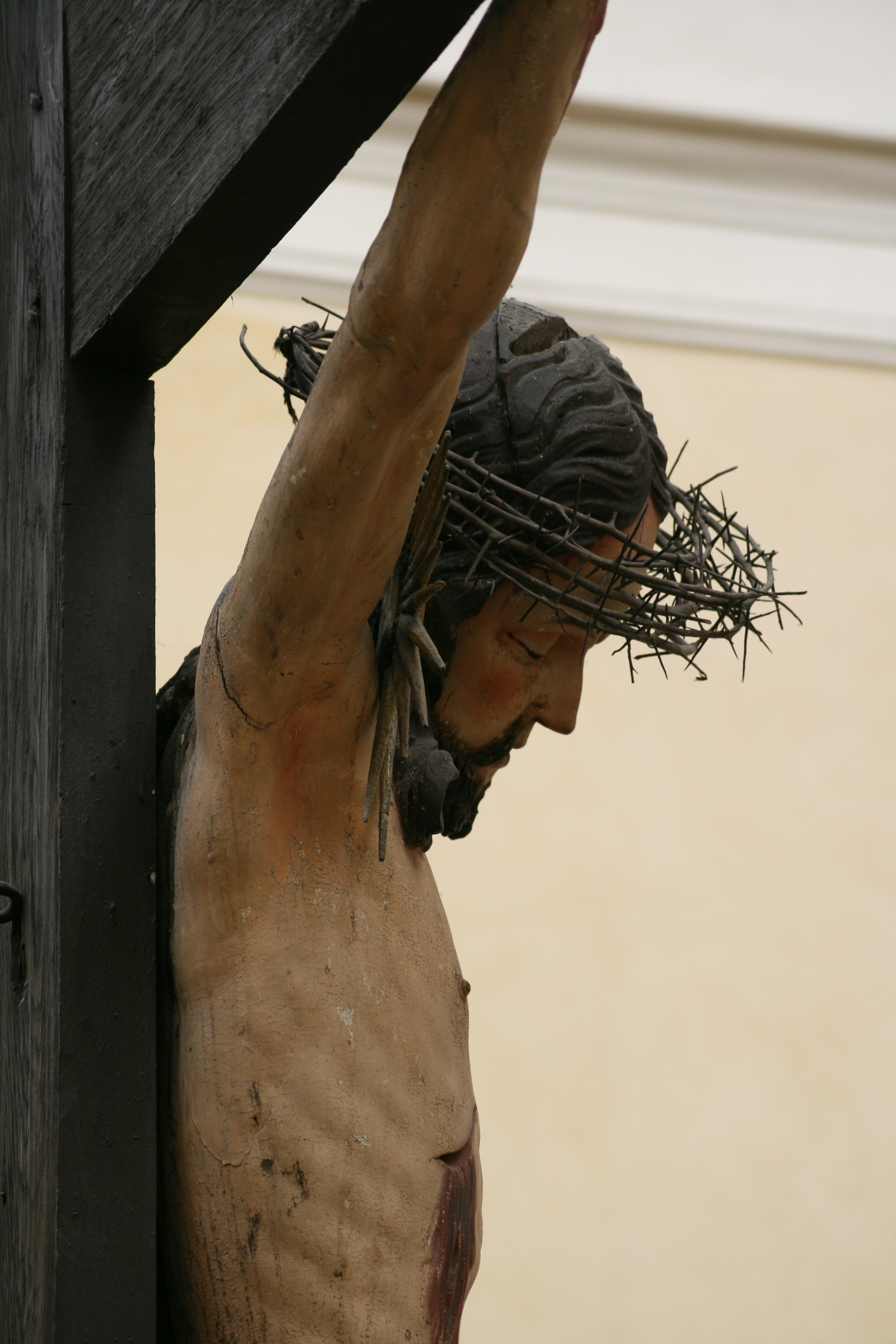
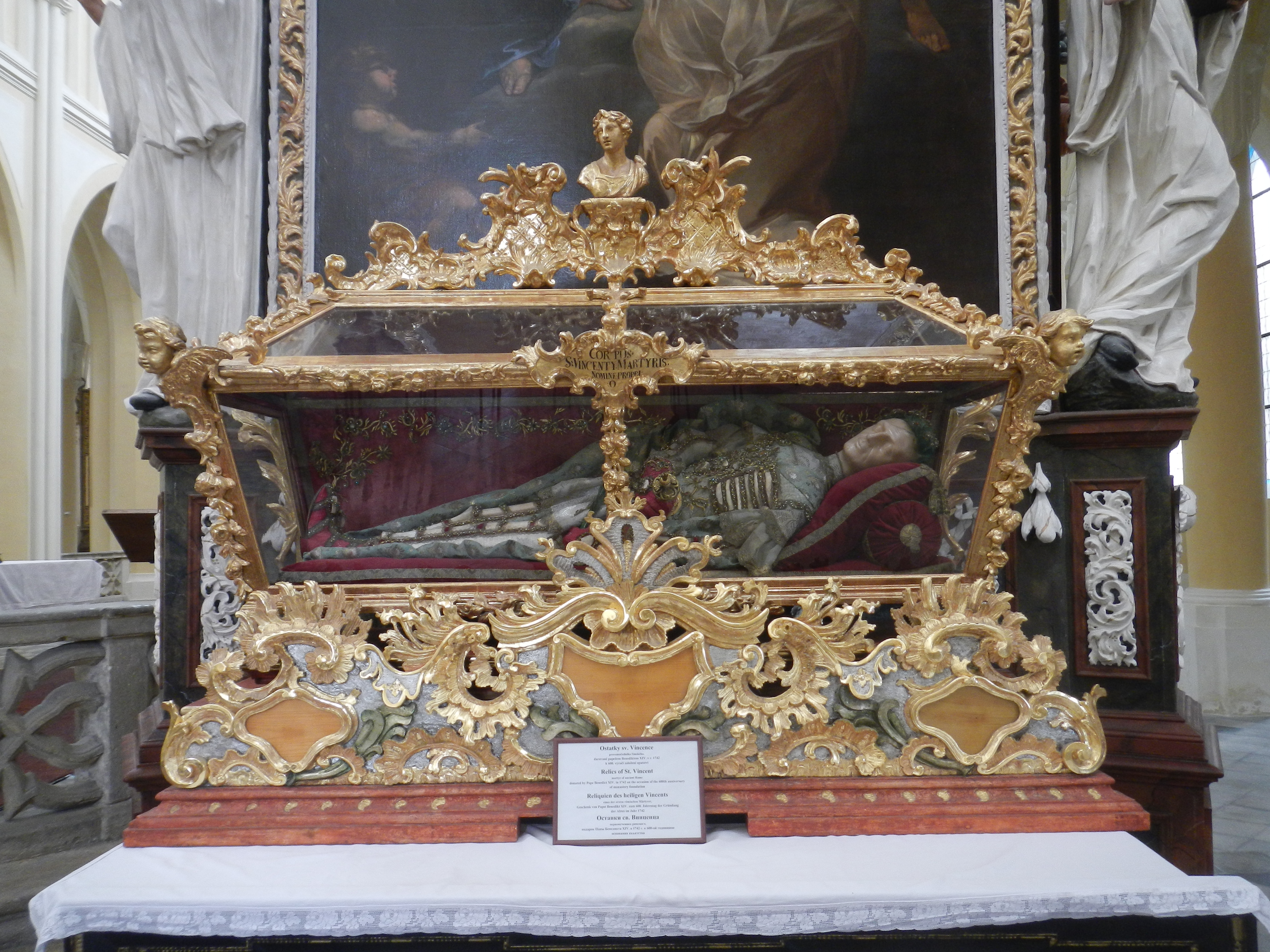
Reliquary with the relics of Saint Vincent